# Der Tyroler Landsturm

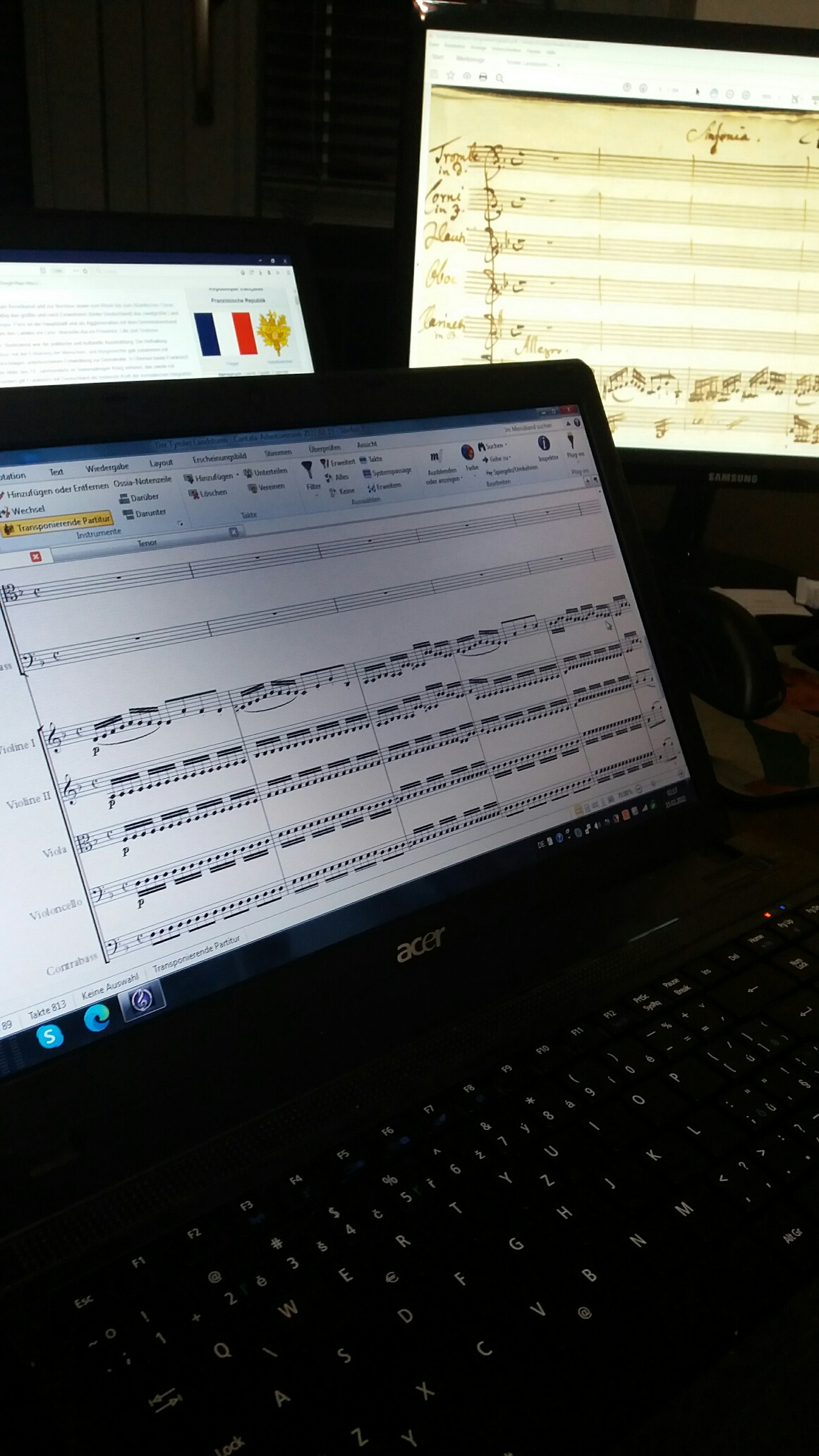
Tvorba nového orchestrálního materiálu pro kantátu "Der Tyroler Landsturm" Salieriho.

Der Tyroler Landsturm (Tyrolská zeměbrana) op. 100 je světská kantáta Antonia Salieriho.

## Vznik
Antonio Salieri složil kantátu „Der Tyroler Landsturm“ ("Tyrolská zeměbrana") v roce 1799 u příležitosti vpádu napoleonských armád do Tyrolska (viz koaliční války). Libreto napsal vídeňský spisovatel a c.k. dvorní rada Joseph Franz Ratschky. Titulní strana tištěného klavírního výtahu je nadepsána:: „Ve prospěch obyvatel Tyrol a Vorarlberska, kteří byli zabiti nepřátelským vpádem“. Premiéra se konala 23. května 1799 ve vídeňském c.k. Redoutensaal ve vídeňském Hofburku. Všichni účinkujíci se zřejmě vzdali svých honorářů, neboť šlo o benefiční akci. Kromě samotné skladby přispěl Salieri ještě 80 zlatých z vlastního jmění, aby bylo možné financovat dodatečné náklady, jako byly služby opisovačů partitury. Dílo bylo uvedeno v Innsbrucku u příležitosti císařových jmenin 4. října 1799.

## Obsazení a struktura
Kantáta "Der Tyroler Landsturm" je napsana pro velké obsazení: pro čtyři vokální sólisty (soprán, alt, tenor, bas), dvojsbor, orchestr a řečníka. Orchestr vyžaduje 2 flétny, 2 hoboje, 2 klarinety, 2 fagoty, 2 lesní rohy, 2 trubky, smyčce a různé perkuse (tympány, 2 vojenské bubny, 1 velký vojenský buben a řehtačku). Kantáta má celkem 10 hudebních čísel s čistou dobou provedení kolem 35 minut. Mezi jednotlivá hudební čísla jsou vloženy recitativy, které mají být deklamovány řečníkem. Celková délka provedení je cca 50 minut..
- 1. předehra (Sinfonia)
- 2. sbor: "Heil dir, Tyrol!" a recitativ
- 3. árie (bas): "Übermütige Verächter heiliger Verträge" a recitativ
- 4. árie (tenor): "Lasst stolz mit diesem Räubersieg" a recitativ
- 5. sbor: "Auf! Rüstig ergreift das Gewehr!" a recitativ
- 6. árie (soprán): "Herrlich ist das Glück des Landes" a recitativ
- 7. árie (soprán nebo soprán II): "O Herr des Himmels und der Erde" a recitativ
- 8. sbor a sola: "Triumph! Auf den Flügeln des Windes" a recitativ
- 9. duet (tenor, bas): "Ihr Hunnen und Vandalen" a recitativ
- 10. velký patriotický závěrečný sbor: "Der Vorsicht Gunst beschütze"

Kantáta končí slovy: „Ať žije sláva vlasti! Ať žije císař František! At' žije!"
V roce 2022 upravil rakouský barytonista Martino Hammerle-Bortolotti tuto kantátu na základě původní partitury z hudební sbírky Rakouské národní knihovny ve spolupráci s odborníkem pro Salieriho Timo Jouko Herrmannem. Basová árie byla představena publiku na koncertě v rámci Babylonfestu 2022 v Brně.